# Aporcelaimellus taylori
Aporcelaimellus taylori är en rundmaskart som beskrevs av Yeates 1967. Aporcelaimellus taylori ingår i släktet Aporcelaimellus och familjen Aporcelaimidae. Inga underarter finns listade i Catalogue of Life.